# Frittemahuis
Het Frittemahuis was een stins in de binnenstad van Sneek.
De stins werd ontdekt bij bouwwerkzaamheden in 1950. Het pand stond op de hoek van de Marktstraat en de Peperstraat. Napjus beschrijft het gebouw in zijn kroniek. Het gebouw had een gevelsteen met de tekst Non Plus Ultra (tot hier en niet verder). Deze tekst was de lijfspreuk van keizer Karel V, die goede banden onderhield met Sneek.
Het is niet duidelijk wanneer het pand is gesloopt, tegenwoordig staat op de plaats van het gebouw restaurant Onder de Linden. De wapensteen van de familie Frittema is tegenwoordig ingemetseld in het pand van Nij Nazareth.